# 心理视觉增强
心理视觉增强（英語：psychovisual enhancements）或稱自适应增强（adaptive quantization）、明亮掩碼（lumi masking），是一种由心理物理学启发的数字图像与数字视频处理技术，用于改善图像与视频的主观质量。

## 理论
根据心理物理学的韦伯定理，同一类刺激的最小可觉差与刺激的大小成比例。在图像与视频应用中，这一定理就体现为人对细节区域（比如，边缘）的相邻像素差异较为敏感，而对平滑区域差异则相对不敏感。因此可以对细节区域增加对比度，而对平滑区域减少对比度，从而在总的比特数量级不变的情况下，提高整体的主观质量。

## 在图像与视频压缩中的应用
在图像压缩与视频压缩算法中，量化过程是比特数得以减小的原因，不过也是产生失真的源头。同理，也可以对细节区域“细量化”，而对平滑区域“粗量化”，从而在保证一定压缩效率的同时提高主观质量。

## 图像与视频压缩质量的评估
压缩过程产生失真是不可避免的。通过比较原始的和压缩的图像和视频的画质，可以确定出压缩过程所产生的失真程度。评估准则有主观质量和客观质量。客观质量通常通过计算峰值信噪比得出，峰值信噪比越高则客观质量越好。主观质量则是通过人的视觉感受进行衡量，具有一定的不确定性。

## 外部連結
- 最小均方误差
- 峰值信噪比